# Носенко Олекса Єрмолайович
Олекса Єрмолайович Носе́нко (нар. 25 березня 1910, Жеребець — пом. 29 травня 1980, Київ) — український радянський письменник; член Спілки радянських письменників України з 1945 року.

## Біографії
Народився 12 [25] березня 1910 року в селі Жеребці (нині село Тарвійське Запорізького району Запорізької області, Україна) у бідній селянській сім'ї. Після закінчення технікуму в Запоріжжі з 1929 року працював у газетах: «Молодий пролетар» у Києві, «Селянська газета»; у 1939—1940 роках у «Радянській Україні» в Станіславі, згодом у «Радянській Буковині» у Чернівцях.
У роки німецько-радянської війни — військовий кореспондент, заступник редактора газети «Радянська Україна», капітан. Нагороджений медаллю «За перемогу над Німеччиною».
З перших днів після відвоювання Києва Чевоною армією у 1943 році очолював газету «Київську правду». Був членом КПРС. Помер у Києві 29 травня 1980 року.

## Творчість
Почав друкуватися в газетах з 1925 року. У 1927 році в газеті «Червоне Запоріжжя» було надруковане його перше оповідання про сільське життя. В подальшому до друку вийшли книги:
- «На зламі» (1930, збірка нарисів);
- «Комбайни вирушають» (1931);
- «Гордій Дьомін» (повість);
- «Радянська Буковина» (1941, збірка нарисів);
- «Випробування» (1948, збірка нарисів);
- «Патріоти» (1953; 1988, повість);
- «В наші дні» (1954, збірка оповідань);
- «Перші грози» (1956, збірка оповідань);
- «Коли слова зайві» (1957, збірка оповідань; «Молодь»);
- «Всюдисущий Стратон» (1958, збірка гумористичних оповідань; «Перець»)
- «Багаті серцем» (1959, збірка оповідань);
- «І засвітився маяк» (1963, збірка нарисів),
- «Про що шуміли сосни» (1964, збірка оповідань);
- «Зустріч у снігах» (1965, збірка оповідань);
- «Домна в уніформі» (1970, збірка новел)
- «Спитай у серця» (1973; 1978, збірка оповідань).

Писав про героїзм і мужність радянських людей у роки війни, трудові будні й духовну красу українського народу.